# Wallace McCain
G. Wallace F. McCain (* 9. April 1930 in Florenceville, New Brunswick; † 13. Mai 2011 in Toronto, Ontario) war ein kanadischer Unternehmer und Eigentümer von McCain Foods.
Wallace McCain gründete zusammen mit seinem Bruder Harrison 1956 das Unternehmen McCain Foods in New Brunswick, das zu den weltweit größten Hersteller von Tiefkühlprodukten zählt. Das Unternehmen machte ihn zum Milliardär. 2011 wurde er vom Forbes Magazine auf  dessen Liste der  Milliardäre auf Platz 512 der reichsten Persönlichkeiten geführt.
Im Jahr 1995 übernahm er das Unternehmen Maple Leaf Foods, das in der Fleischproduktion tätig ist, und übergab die Führung an seinen Sohn Michael McCain.
McCain war wohltätig aktiv. So unterstützte er finanziell die National Ballet School und sorgte für die Errichtung eines Instituts an der New Brunswick University, das sich der Ausbildung von Unternehmern widmet.
McCain starb im Mai 2011 an den Folgen einer Bauchspeicheldrüsenkrebserkrankung.
Er war mit Margaret McCain verheiratet, der ersten weiblichen Vizegouverneurin der Provinz New Brunswick, und Vater von vier Kindern.